# قطعنامه ۱۶۵۲ شورای امنیت
قطعنامه ۱۶۵۲ شورای امنیت سازمان ملل متحد که در تاریخ ۲۴ ژانویه ۲۰۰۶ تصویب شد، سندی بین‌المللی دربارهٔ بررسی وضعیت در ساحل عاج است. این قطعنامه طی نشست ۵۳۵۴ام با ۱۵ رای موافق، ۰ مخالف و ۰ ممتنع تصویب شد.